# Винник Зиновій Львович
Зиновій Львович Винник (нар. 25 вересня 1913, Юзівка — пом. ?, Ізраїль) — український художник театру; член Спілки художників України у 1958—1993 роках. Батько художника Юрія Винника.

## Біографія
Народився 25 вересня 1913 року у місті Юзівці (тепер Донецьк, Україна). Впродовж 1932—1936 років навчався у Харківському художньому інституті у Олександра Хвостенко-Хвостова. У 1939—1941 роках працював завідувачем декоративного цеху та художником-постановником у Харківському українському драматичному театрі імені Тараса Шевченка.
Брав участь у німецько-радянській війні. Нагороджений орденами Червоної Зірки (7 квітня 1945), Вітчизняної війни ІІ-го ступеня (6 квітня 1985), медалями «За оборону Сталінграда» (22 грудня 1942), «За перемогу над Німеччиною» (9 травня 1945), «За визволення Варшави» (9 червня 1945), «За взяття Берліна» (9 червня 1945).
Впродовж 1948–1956 років знову працював у Харківському українському драматичному театрі імені Тараса Шевченка, з 1956 року в Художніх майстернях Художнього фонду УРСР. Жив у Харкові в будинку на вулиці Отокара Яроша № 21 а, квартира 21. 1993 року виїхав до Ізраїлю. Помер в Ізраїлі.

## Творчість
Працював в галузі театрально-декораційного мистецтва та промислової графіки. Оформив вистави:
у Харківському українському драматичному театрі імені Тараса Шевченка
- «Лимерівна» Панаса Мирного (1955);
- «Марія Тюдор» Віктора Гюго (1955);
- «Дочка прокурора» Юрія Яновського (1955);
- «Ліззі Маккей» Жана-Поля Сартра (1956);
- «Учора в Касаткині» Авнера Зака, Ісая Кузнецова (1960);

в інших театрах
- «Наталка Полтавка» Івана Котляревського (1948, Московський пересувний театр);
- «Мартін Іден» Джека Лондона (1957, Харківська телестудія);
- «Безталанна» Михайла Старицького (1958, Севастопольський академічний російський драматичний театр імені А. В. Луначарського);
- «Кицькин дім» Самуїла Маршака (1965, Харківський театр музичної комедії);
- «Учень диявола» Бернарда Шоу (1969, Харківський інститут мистецтв);
- «Дванадцята ніч» Вільяма Шекспіра (Харківський театральний інститут).

Автор картини «Шверін. До Берліна недалеко» (1945), естампу «Червоні дияволята» (1967). 
Брав участь у республіканських виставках з 1951 року.
Твори зберігаються у Музеї Харківського українського драматичного театру імені Тараса Шевченка, Музеї театрального, музичного та кіно-мистецтва України у Києві.